# Pig pickin'

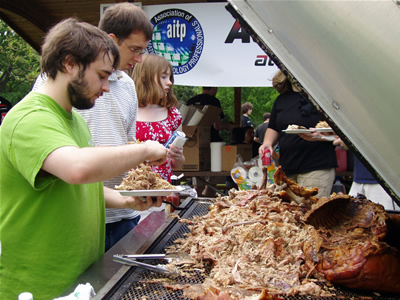
Pig Pickin en la Universidad Estatal de Carolina del Norte.

Un pig pickin' (en inglés literalmente ‘agarrar del cerdo’), también conocido como rolling a pig (‘tirar de a un cerdo’), pig pull (‘desgarrar de un cerdo’), pig roast (‘asado de cerdo’) o en cajún boucherie (‘matanza’) es un tipo de fiesta o reunión organizada principalmente en el sur de Estados Unidos que implica asar a la barbacoa un cerdo entero castrado de unos 12 meses de edad. También se emplean hembras, pero no ejemplares adultos, por ser demasiado grandes.
Diferente cultural y culinariamente del pig pickin' sureño, el asado de cerdo es frecuente en Cuba, así como el estado isleño de Hawái, donde son tradicionales.
Muchas familias sureñas celebran un pig roast por Acción de Gracias o Navidad, graduaciones, bodas o reuniones de verano. Algunas comunidades celebran competiciones de cocina durante las fiestas, con premios en metálico.

## Preparación
Un cerdo, a menudo de unos 35–55 kd de peso, se corta por la mitada y se extiende sobre una parrilla grande de carbón o propano. Algunos emplean un fuego separado de madera para obtener carbones que luego pasar a la parrilla de carbón con una pala, otros usan carbón vegetal de roble de Maryland, madera de nogal americano o alguna otra madera dura para añadir sabor. El estilo de estas parrillas es tan variado como las formas de fabricarlas, siendo algunas caseras y otras hechas a medida.
Existe un largo debate aún activo entre muchos entusiastas de la barbacoa respecto a los méritos del combustible usado, citándose a menudo el propano como preferible para mantener una temperatura consistente, mientras el carbón o la leña se recomiendo con frecuencia para obtener una carne más sabrosa.
El proceso de cocción es comunal y suele ser realizado por una persona concreta, normalmente el anfitrión, con la ayuda de amigos y familias. Suele tardarse de 4 a 8 horas en cocinar el cerdo completamente. A menudo se empieza con el lado de la carne (el interior) hacia abajo, dándose la vuelta cuando deja de gotear grasa. Algunos limpian las cenizas de la piel con la ayuda de papel o un cepillo antes de dar la vuelta al cerdo, de forma que se obtengan cortezas de buena calidad.
A menudo el cerdo se moja mientras se asa, aunque el método y la salsa empleados difieren de una región a otra. Por ejemplo, en la zona de Piedmont (Carolina del Sur) se emplea una salsa a base de mostaza, mientras en el este de Carolina del Norte suele usarse una salsa muy clara a base de vinagre con escamas de pimiento rojo, y en el oeste de este mismo estado se prefiere una salsa a base de kétchup parecida a la tradicional de barbacoa.
Al finalizar la cocción, la carne debe quedar idealmente tierna hasta el punto de despegarse del hueso. La carne se pica o desgarra al estilo tradicional de Carolina, o se toma del cerdo directamente por parte de los comensales. (De esto último toma su nombre la barbacoa.) A menudo se acompaña la carne con hushpuppies (cornmeal frita, a veces condimentada con cebolla), coleslaw (ensalada de col y zanahoria ralladas), baked beans (judías estofadas) o incluso estofado Brunswick. En Carolina del Sur se sirve a menudo acompañado de pilaf o hash. Las bebidas habituales en estas barbacoas suelen ser el té dulce y la cerveza, además de refrescos.

## Cultura
El pig pickin' es una parte importante de la cultura del sur de Estados Unidos. El trabajo y tiempo necesarios para cocinar el cerdo lo hace ideal para reuniones parroquiales o familiares, y puede celebrarse todo el año (gracias en parte a los inviernos suaves de las Carolinas). El pig pickin' es popular entre los tailgaters más aficionados a los partidos de fútbol universitario americano sureños.